# منتخب السويد لكرة اليد للناشئات
منتخب السويد لكرة اليد للناشئات (بالسويدية: Sveriges U20-damlandslag i handboll)‏ هو ممثل السويد الرسمي في المنافسات الدولية في كرة اليد
.